# 美麗島雜誌

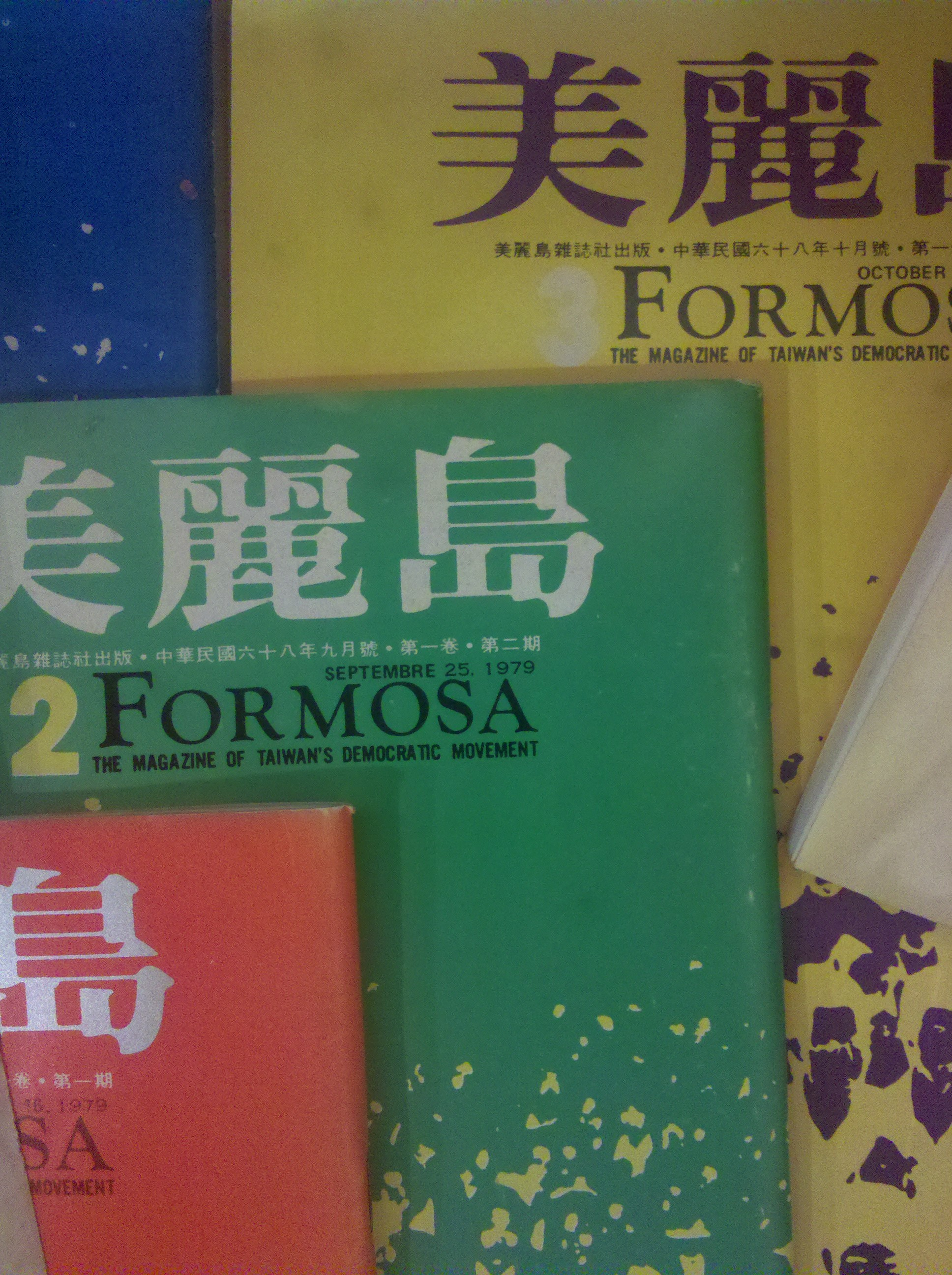
美麗島雜誌前三期

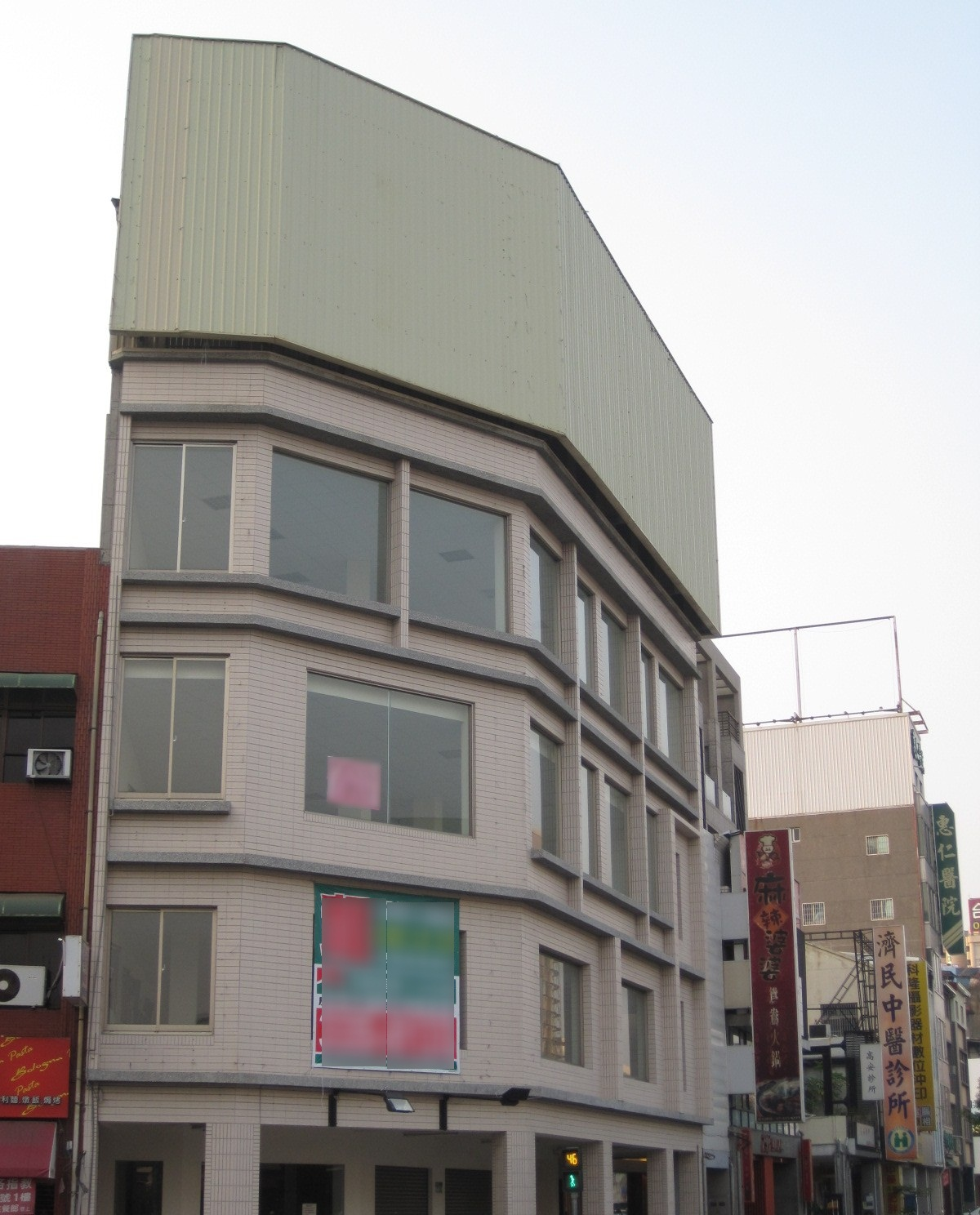
美麗島雜誌社高雄服務處原址（列為高雄市歷史建築）

《美麗島》雜誌，創刊於1979年8月，是台灣黨外運動時期的機關刊物，其組織型態以社務委員的型式組成，多達61人，網羅了全臺各地的黨外人士，以黃信介為發行人，許信良為社長，黃天福、呂秀蓮為副社長，張俊宏為總編輯，施明德為總經理。雜誌社成員參與同年爆發的美麗島事件是台灣歷史上最重要的政治事件之一。

## 歷史
1979年5月中，黃信介申請創辦一份新的雜誌，獲得通過。
6月2日，「美麗島雜誌社」在台北市正式掛牌成立，高雄服務處則位於今日高雄市新興區中山一路53號（2004年被高雄市政府指定為高雄市歷史建築，並在附近設有高雄捷運美麗島站以茲紀念）。
在7月9日的會議上，美麗島雜誌社正式確定許信良為社長，呂秀蓮、黃天福擔任副社長，張俊宏為總編輯，施明德為總經理。當時美麗島雜誌社旗下網羅了各派的黨外人士，包括了當時傾向兩岸統一的夏潮聯合會以及以康寧祥為代表的穩健派，但是主要還是以施明德等激進派為骨幹。
9月8日，《美麗島雜誌》在中泰賓館舉行創刊酒會，疑似受到蔣經國政府所指使、郁慕明率領自稱「反共義士」的《疾風雜誌》人員為首的群眾（裡面有中興中學學生）在館外聚眾抗議，並向館內正在進行酒會的人士投擲石塊、電池等危險物品，拉扯、叫罵，極盡羞辱，從下午開幕鬧到晚上散會還不肯散場。此即所謂中泰賓館事件。康寧祥回憶，《疾風雜誌》成員為王昇的羽翼。
11月14日，施明德到梧棲參加一場聯合祈禱會，在該會中他聽從幾位台灣基督長老教會牧師的建議，決定在世界人權日當天舉辦大規模紀念活動。在紀念活動舉辦之前，施明德與陳菊進一步籌組「人權紀念委員會」，打算在當天正式成立。
1979年12月10日《美麗島雜誌》在高雄市舉辦紀念世界人權日的群眾大會，發生民眾與憲警的暴力衝突，引發美麗島事件；社務人員多數被捕、以軍法判處重刑，雜誌社也因此遭查封。

## 發行目的
據施明德後來在監獄時表示，他是受到英國工黨歷史的啟發，循費邊社模式創辦《美麗島雜誌》，目的是「要形成沒有黨名的政黨，主張實行國會全面改選與地方首長改選」。
《美麗島雜誌》發刊詞表示：「玉山蒼蒼，碧海茫茫，婆娑之洋，美麗之島，是我們生長的家鄉。我們深愛這片土地及啜飲其乳汁長大的子民，更關懷我們未來共同的命運。同時我們相信，決定我們未來道路和命運，不再是任何政權和這政權所豢養之文人的權利，而是我們所有人民大眾的權利。」該刊在全台灣各大城市分別設立分社及服務處，實質上等同地方黨部；而且每在一地成立服務處，便在該地展開群眾性演講會，因此是一份走群眾路線的刊物。

## 發行量
《美麗島》雜誌創刊號發行約10萬冊，第2期約9萬冊，第3期約11萬冊，第4期約14萬冊，為台灣史上單期發行量最多的政論性雜誌。
另外，2019年12月10日，美麗島事件40周年，蘋果日報發行《美麗島》雜誌復刻本紀念專刊「民主之春 — 美麗島事件40周年」。

## 相關連結
- 美麗島事件
- 黨外運動